# Germán Conti
Germán Andrés Conti (ur. 3 czerwca 1994 w Santa Fe) – argentyński piłkarz pochodzenia włoskiego występujący na pozycji środkowego obrońcy, od 2024 roku zawodnik Racing Clubu.